# Bessel Kok
Bessel Kok (Hilversum, 13 de desembre de 1941) és un empresari neerlandès, mecenes i organitzador de torneigs d'escacs.

## Carrera empresarial
Kok va començar la seva carrera professional en gestió d'empreses de telecomunicacions. És cofundador de la SWIFT, i també ha estat president de Belgacom, empresa belga de telecomunicacions, entre 1992 i 1995. El 1995, fou vicepresident de Český Telecom a la República Txeca, i el 2004 preseident d'Eurotel (operador txec de telefonia mòbil).
Fou conseller de Morgan Stanley a la República Txeca, i actualment és president del grup Scarlet Telecommunications amb seu als Països Baixos.
Bessel Kok també ha produït una pel·lícula: Nicholas Winton, the power of Good nominada als Emmy el 2002.

## Dirigent d'escacs
Kok va ser copresident (amb Garri Kaspàrov i Anatoli Kàrpov) de la Grandmasters Association (GMA) entre 1985 i 1991 i va ajudar a establir l'Acord de Praga el 2002 per la reunificació del Campionat del món d'escacs.
El 2006, Bessel Kok fou candidat a la presidència de la Federació Internacional d'Escacs contra el president sortint, el calmuc Kirsan Iliumjínov. Les eleccions es van celebrar el 2 de juny a Torí, alhora que la XXXVII Olimpíada d'escacs. Iliumjínov va ser reelegit per 96 vots contra 54.
A les darreries de 2006, Kok fundà amb Kirsan Iliumjínov l'empresa Global Chess BV, que té per objecte la promoció dels escacs, i d'altres aspectes relacionats amb qüestions organitzatives de l'àmbit escaquístic: relacions públiques, recerca de patrocinadors per als esdeveniments d'escacs, i desenvolupament de mercats per als escacs a tot el món.